# Statua della Sirenetta
La statua della Sirenetta è una scultura bronzea alta 1,25 m e dal peso di 175 kg, situata all'ingresso del porto di Copenaghen ed è uno dei simboli della capitale danese. Raffigura la protagonista, Sirenetta, di una delle più celebri fiabe di Hans Christian Andersen, La sirenetta.

## Storia

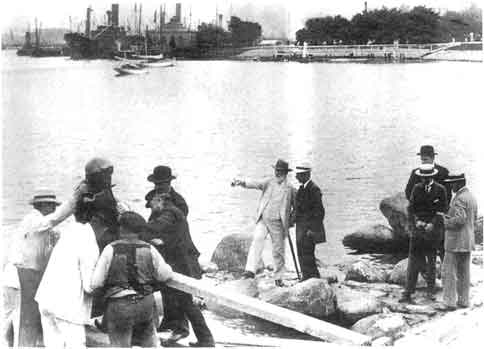
Foto del 1913 raffigurante l'assemblaggio della statua

La statua fu commissionata nel 1909 da Carl Jacobsen, figlio del fondatore di Carlsberg, il quale era rimasto affascinato dall'adattamento della fiaba come balletto ad opera di Hans Beck. Fu realizzata dallo scultore Edvard Eriksen (1876-1959) e mostrata per la prima volta al pubblico il 23 agosto 1913. Eriksen usò sua moglie Eline come modello.
Il 24 aprile 1964 alcuni situazionisti, tra cui Jørgen Nash, segarono e sottrassero la testa della statua; non venne mai ritrovata, e dovette essere sostituita con una copia. Il 22 luglio del 1984 fu la volta del braccio destro, che però fu riconsegnato due giorni dopo da due giovani e imbarazzati vandali. Nel 1990, un nuovo tentativo di segare la testa della statua provocò un taglio profondo 18 centimetri nel collo della Sirenetta. Così decisero, quindi, di rimpiazzarla con una nuova sirenetta identica costituita da un unico blocco metallico lavorato.
Il 6 gennaio 1998 la testa fu nuovamente rimossa, ma questa volta fu riconsegnata (in forma anonima) e rimessa al suo posto il 4 febbraio. La statua è stata più volte imbrattata di vernice, e l'11 settembre 2003 è stata addirittura sradicata dalla roccia che le fa da piedistallo, forse per mezzo di una piccola carica di dinamite.

## Copie della statua

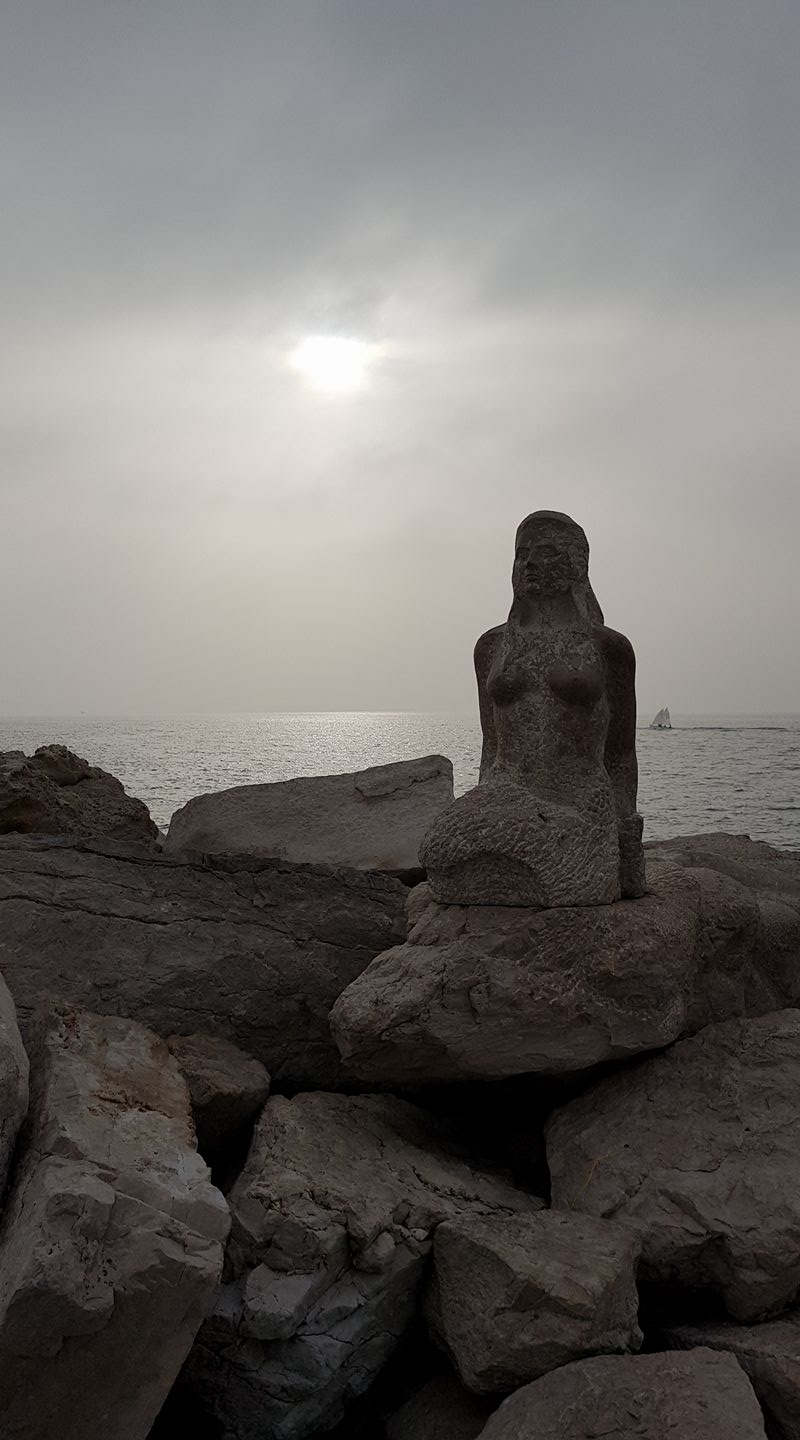
La statua di Pirano

Una copia della statua si trova a Solvang, in California. Ci sono alcune somiglianze anche fra la Sirenetta e la statua di Pania a Napier, in Nuova Zelanda. Anche Pania è protagonista di una storia, tra l'altro con qualche analogia con la fiaba della Sirenetta.
Un'altra statua bronzea raffigurante una sirena si trova nella città di Songkhla ad Hat Samila, nella Provincia di Songkhla, nel Sud della Thailandia, e rappresenta la divinità Hindo-buddista Mae Thorani. Altra statua ispirata alla Sirenetta si trova a Lacco Ameno, sull'isola d'Ischia: è una scultura in bronzo ad altezza naturale, posta su un'aiuola del lungomare che pudicamente nasconde le sue grazie con le mani.
In Sicilia si trovano due statue rappresentanti una Sirenetta:
- La prima, collocata nel 1962 sul lungomare di Giardini-Naxos, misura circa quattro metri di altezza ed è posta su una fontana; anche questa, come la statua di Copenaghen, negli anni ha subìto atti di vandalismo.[6]
- La seconda sempre raffigurante una sirena è posta ad una profondità di circa 18 m dentro l'area marina protetta del Plemmirio.

A Helsingør, nel porto vicino al castello è stata messa una statua chiamata "Little Mermaid Brother" raffigurante un sirenetto. La posizione della statua è stata calcolata in modo da fissare la sirenetta di Copenaghen.
Una statua in pietra della Sirenetta si trova sul lungomare di Pirano in Slovenia. Scultura ad opera di un artista ignoto.